# 주한 라트비아 대사관
주한 라트비아 대사관(라트비아어: Latvijas vēstniecība Korejā)은 대한민국 서울특별시 용산구 한남동 726-130에 위치하고 있는 라트비아 대사관이다. 현직 주한 라트비아 대사는 아리스 비간츠이다.

## 역사
대한민국과 라트비아는 라트비아가 소련으로부터 독립한 직후인 1991년 10월 22일에 대사급 외교 관계를 맺었으나, 양국간 외교 관계 및 수요가 적어 상주 공관은 마련되지 않았다. 라트비아 정부에서는 대한민국 주재 공관 개설 이전까지 주일본 라트비아 대사관이 대한민국을 겸임해 왔고, 대한민국 정부에서도 라트비아 주재 공관 개설 이전까지 주스웨덴 대한민국 대사관이 라트비아를 겸임해 왔다.
대한민국은 2012년 10월에 주라트비아 리가 분관을 개설하고 2019년 3월에 주라트비아 대한민국 대사관으로 승격하였다. 라트비아 측에서는 2015년 9월에 발트 3국 중 최초로 주한 라트비아 대사관을 개설하였다. 조선민주주의인민공화국과는 대한민국보다 한 달 앞선 1991년 9월에 수교하였으며 주스웨덴 조선민주주의인민공화국 대사관이 라트비아 대사관을 겸직한다.
한국과 라트비아는 수교 이후 2009년 이바르스 고드마니스 총리와 2011년 발디스 돔브로우스키스 총리가 대한민국을 방문하였다.  2018년 2월에는 라이몬츠 베요니스 대통령이 평창 동계 올림픽을 계기로 내한하였다. 이외에도 라트비아 측에서는 외무, 국방장관이 대한민국을 방문하였다. 반면에 대한민국 측에서는 2011년 7월 박희태 국회의장, 2015년 4월 황우여 사회부총리 겸 교육부장관 그리고 2019년 5월에는 문희상 국회의장이 라트비아를 방문하였다.

## 같이 보기
- 대한민국-라트비아 관계
- 주라트비아 대한민국 대사관
- 라트비아의 재외공관 목록
- 대한민국 주재 외국공관 목록